# ویکی‌سفر ایتالیایی
ویکی‌سفر ایتالیایی نسخهٔ زبان ایتالیایی وبگاه ویکی‌سفر است؛ که در تاریخ ۱۰ دسامبر ۲۰۰۷ ایجاد گردید.

## تاریخچه
نسخه زبان ایتالیایی ویکی‌سفر هم‌اکنون، با بیش از ۶۶۴۹ راهنمای سفر، در ردهٔ چهارم ویکی‌سفرها قرار دارد.